# Meer van Homs
Het Meer van Homs (Arabisch: بحيرة حمص) ook Meer van Qattinah genoemd, (Arabisch: بحيرة قطينة) is een van oorsprong Romeins stuwmeer ten zuidwesten van de Syrische stad Homs, dat nog steeds als stuwmeer in gebruik is.
De dam is in het jaar 284 aangelegd in de Orontesrivier tijdens het bewind van de Romeinse keizer Diocletianus (284–305). Het water uit het meer is bedoeld voor irrigatie van het gebied rond Homs. De twee kilometer lange en zeven meter hoge gewichtsdam bestaat uit een kern van Romeins beton met een bekleding van basalt. Uit de loop en vorm van de dam is af te leiden dat de bouwers bij de bouw gebruik gemaakt hebben van een natuurlijke verhoging van de basaltlaag in het gebied. Door zijn vorm lijkt de dam wat op een boogdam, terwijl dit niet het geval is.
Het meer had een capaciteit 90 miljoen m³ water. Het wordt gezien als het grootste Romeinse waterbekken in het Midden-Oosten en het was ten tijde van de aanleg waarschijnlijk het grootste kunstmatige waterreservoir ooit gemaakt. Het is opmerkelijk dat het meer nooit veel last gehad heeft van verzilting.
In 1938 werd de dam verhoogd waardoor het volume van het meer tot 200 miljoen m³ werd vergroot.